# Jezioro Bleilochtalsperre
Jezioro Bleilochtalsperre – zbiornik retencyjny w Niemczech. Powierzchnia tego jeziora wynosi 9,2 km².
Okres budowy: 1926-1932.